# Fußball-Weltmeisterschaft 2010/Gruppe H
| Pl. | Land     | Sp. | S | U | N | Tore    | Diff. | Punkte |
| --- | -------- | --- | - | - | - | ------- | ----- | ------ |
| 1.  | Spanien  | 3   | 2 | 0 | 1 | 004:200 | +2    | 06     |
| 2.  | Chile    | 3   | 2 | 0 | 1 | 003:200 | +1    | 06     |
| 3.  | Schweiz  | 3   | 1 | 1 | 1 | 001:100 | ±0    | 04     |
| 4.  | Honduras | 3   | 0 | 1 | 2 | 000:300 | −3    | 01     |

Gruppe H der Fußball-Weltmeisterschaft 2010:

## Honduras – Chile 0:1 (0:1)
| Honduras                                                   | Honduras | Chile | Chile | Aufstellung                      |
| ---------------------------------------------------------- | --- | --- | ----- | -------------------------------- |
| Honduras                                                   | \| 1. Spieltag \| \| 16. Juni 2010 um 13:30 Uhr in Nelspruit (Mbombela-Stadion) \| \| Zuschauer: 32.664 \| \| Schiedsrichter: Eddy Maillet ( Seychellen) \| \| Spielbericht \| | \| 1. Spieltag \| \| 16. Juni 2010 um 13:30 Uhr in Nelspruit (Mbombela-Stadion) \| \| Zuschauer: 32.664 \| \| Schiedsrichter: Eddy Maillet ( Seychellen) \| \| Spielbericht \| | Chile | Aufstellung Honduras gegen Chile |
| Honduras                                                   | Noel Valladares – Sergio Mendoza, Osman Chávez, Maynor Figueroa, Emilio Izaguirre – Amado Guevara (66. Hendry Thomas), Wilson Palacios – Edgar Álvarez, Ramón Núñez (78. Walter Martínez), Róger Espinoza – Carlos Pavón (60. Georgie Welcome) Cheftrainer: Alexis Mendoza (Reinaldo Rueda gesperrt) | Claudio Bravo – Mauricio Isla, Gary Medel, Waldo Ponce, Arturo Vidal (81. Pablo Contreras) – Rodrigo Millar (52. Gonzalo Jara), Carlos Carmona, Matías Fernández – Jorge Valdivia (87. Mark González) – Jean Beausejour, Alexis Sánchez Cheftrainer: Marcelo Bielsa ( Argentinien) | Chile | Aufstellung Honduras gegen Chile |
| Honduras                                                   | 0:1 Beausejour (34.) | | Chile | Aufstellung Honduras gegen Chile |
| Honduras                                                   | Palacios | Carmona, Fernández | Chile | Aufstellung Honduras gegen Chile |
| Honduras                                                   | Spieler des Spiels: Jean Beausejour (Chile) | | Chile | Aufstellung Honduras gegen Chile |
| 1. Spieltag                                                | | |       |                                  |
| 16. Juni 2010 um 13:30 Uhr in Nelspruit (Mbombela-Stadion) | | |       |                                  |
| Zuschauer: 32.664                                          | | |       |                                  |
| Schiedsrichter: Eddy Maillet ( Seychellen)                 | | |       |                                  |
| Spielbericht                                               | | |       |                                  |

## Spanien – Schweiz 0:1 (0:0)
| Spanien                                                      | Spanien | Schweiz | Schweiz | Aufstellung                       |
| ------------------------------------------------------------ | --- | --- | ------- | --------------------------------- |
| Spanien                                                      | \| 1. Spieltag \| \| 16. Juni 2010 um 16:00 Uhr in Durban (Moses-Mabhida-Stadion) \| \| Zuschauer: 62.453 \| \| Schiedsrichter: Howard Webb ( England) \| \| Spielbericht \|                                                                   | \| 1. Spieltag \| \| 16. Juni 2010 um 16:00 Uhr in Durban (Moses-Mabhida-Stadion) \| \| Zuschauer: 62.453 \| \| Schiedsrichter: Howard Webb ( England) \| \| Spielbericht \| | Schweiz | Aufstellung Spanien gegen Schweiz |
| Spanien                                                      | Iker Casillas – Sergio Ramos, Gerard Piqué, Carles Puyol, Joan Capdevila – Sergio Busquets (61. Fernando Torres) – Xavi, Xabi Alonso – David Silva (61. Jesús Navas), Andrés Iniesta (77. Pedro) – David Villa Cheftrainer: Vicente del Bosque | Diego Benaglio – Stephan Lichtsteiner, Philippe Senderos (35. Steve von Bergen), Stéphane Grichting, Reto Ziegler – Benjamin Huggel, Gökhan Inler – Tranquillo Barnetta (90.+2' Mario Eggimann), Gelson Fernandes – Eren Derdiyok (79. Hakan Yakin) – Blaise Nkufo Cheftrainer: Ottmar Hitzfeld ( Deutschland) | Schweiz | Aufstellung Spanien gegen Schweiz |
| Spanien                                                      | 0:1 Fernandes (52.) | | Schweiz | Aufstellung Spanien gegen Schweiz |
| Spanien                                                      | Grichting, Ziegler, Benaglio, Yakin | | Schweiz | Aufstellung Spanien gegen Schweiz |
| Spanien                                                      | Spieler des Spiels: Gelson Fernandes (Schweiz) | | Schweiz | Aufstellung Spanien gegen Schweiz |
| 1. Spieltag                                                  | | |         |                                   |
| 16. Juni 2010 um 16:00 Uhr in Durban (Moses-Mabhida-Stadion) | | |         |                                   |
| Zuschauer: 62.453                                            | | |         |                                   |
| Schiedsrichter: Howard Webb ( England)                       | | |         |                                   |
| Spielbericht                                                 | | |         |                                   |

## Chile – Schweiz 1:0 (0:0)
| Chile                                                                     | Chile | Schweiz | Schweiz | Aufstellung                     |
| ------------------------------------------------------------------------- | --- | --- | ------- | ------------------------------- |
| Chile                                                                     | \| 2. Spieltag \| \| 21. Juni 2010 um 16:00 Uhr in Port Elizabeth (Nelson-Mandela-Bay-Stadion) \| \| Zuschauer: 34.872 \| \| Schiedsrichter: Khalil al-Ghamdi ( Saudi-Arabien) \| \| Spielbericht \|                                                                               | \| 2. Spieltag \| \| 21. Juni 2010 um 16:00 Uhr in Port Elizabeth (Nelson-Mandela-Bay-Stadion) \| \| Zuschauer: 34.872 \| \| Schiedsrichter: Khalil al-Ghamdi ( Saudi-Arabien) \| \| Spielbericht \| | Schweiz | Aufstellung Chile gegen Schweiz |
| Chile                                                                     | Claudio Bravo – Mauricio Isla, Gary Medel, Waldo Ponce, Arturo Vidal (46. Mark González) – Carlos Carmona, Gonzalo Jara – Alexis Sánchez, Matías Fernández (65. Esteban Paredes), Jean Beausejour – Humberto Suazo (46. Jorge Valdivia) Cheftrainer: Marcelo Bielsa ( Argentinien) | Diego Benaglio – Stephan Lichtsteiner, Steve von Bergen, Stéphane Grichting, Reto Ziegler – Benjamin Huggel, Gökhan Inler – Valon Behrami, Gelson Fernandes (77. Albert Bunjaku) – Alexander Frei (42. Tranquillo Barnetta) – Blaise Nkufo (68. Eren Derdiyok) Cheftrainer: Ottmar Hitzfeld ( Deutschland) | Schweiz | Aufstellung Chile gegen Schweiz |
| Chile                                                                     | 1:0 González (75.) | | Schweiz | Aufstellung Chile gegen Schweiz |
| Chile                                                                     | Suazo, Carmona, Ponce, Fernández, Medel, Valdivia | Nkufo, Barnetta, Inler | Schweiz | Aufstellung Chile gegen Schweiz |
| Chile                                                                     | Behrami (31.) | | Schweiz | Aufstellung Chile gegen Schweiz |
| Chile                                                                     | Spieler des Spiels: Mark González (Chile) | | Schweiz | Aufstellung Chile gegen Schweiz |
| 2. Spieltag                                                               | | |         |                                 |
| 21. Juni 2010 um 16:00 Uhr in Port Elizabeth (Nelson-Mandela-Bay-Stadion) | | |         |                                 |
| Zuschauer: 34.872                                                         | | |         |                                 |
| Schiedsrichter: Khalil al-Ghamdi ( Saudi-Arabien)                         | | |         |                                 |
| Spielbericht                                                              | | |         |                                 |

## Spanien – Honduras 2:0 (1:0)
| Spanien                                                         | Spanien | Honduras | Honduras | Aufstellung                        |
| --------------------------------------------------------------- | --- | --- | -------- | ---------------------------------- |
| Spanien                                                         | \| 2. Spieltag \| \| 21. Juni 2010 um 20:30 Uhr in Johannesburg (Ellis-Park-Stadion) \| \| Zuschauer: 54.386 \| \| Schiedsrichter: Yūichi Nishimura ( Japan) \| \| Spielbericht \|                                                                   | \| 2. Spieltag \| \| 21. Juni 2010 um 20:30 Uhr in Johannesburg (Ellis-Park-Stadion) \| \| Zuschauer: 54.386 \| \| Schiedsrichter: Yūichi Nishimura ( Japan) \| \| Spielbericht \| | Honduras | Aufstellung Spanien gegen Honduras |
| Spanien                                                         | Iker Casillas – Sergio Ramos (77. Álvaro Arbeloa), Carles Puyol, Gerard Piqué, Joan Capdevila – Sergio Busquets – Jesús Navas, Xabi Alonso – Xavi (66. Cesc Fàbregas) – Fernando Torres (70. Juan Mata), David Villa Cheftrainer: Vicente del Bosque | Noel Valladares – Sergio Mendoza, Osman Chávez, Maynor Figueroa, Emilio Izaguirre – Wilson Palacios, Amado Guevara – Danilo Turcios (63. Ramón Núñez), Walter Martínez, Róger Espinoza (46. Georgie Welcome) – David Suazo (84. Jerry Palacios) Cheftrainer: Reinaldo Rueda ( Kolumbien) | Honduras | Aufstellung Spanien gegen Honduras |
| Spanien                                                         | 1:0 Villa (17.) 2:0 Villa (51.) | | Honduras | Aufstellung Spanien gegen Honduras |
| Spanien                                                         | Turcios, Izaguirre | | Honduras | Aufstellung Spanien gegen Honduras |
| Spanien                                                         | Villa verschießt Foulelfmeter (62.) | | Honduras | Aufstellung Spanien gegen Honduras |
| Spanien                                                         | Spieler des Spiels: David Villa (Spanien) | | Honduras | Aufstellung Spanien gegen Honduras |
| 2. Spieltag                                                     | | |          |                                    |
| 21. Juni 2010 um 20:30 Uhr in Johannesburg (Ellis-Park-Stadion) | | |          |                                    |
| Zuschauer: 54.386                                               | | |          |                                    |
| Schiedsrichter: Yūichi Nishimura ( Japan)                       | | |          |                                    |
| Spielbericht                                                    | | |          |                                    |

## Schweiz – Honduras 0:0
| Schweiz                                                         | Schweiz | Honduras | Honduras | Aufstellung                        |
| --------------------------------------------------------------- | --- | --- | -------- | ---------------------------------- |
| Schweiz                                                         | \| 3. Spieltag \| \| 25. Juni 2010 um 20:30 Uhr in Bloemfontein (Free-State-Stadion) \| \| Zuschauer: 28.042 \| \| Schiedsrichter: Héctor Baldassi ( Argentinien) \| \| Spielbericht \| | \| 3. Spieltag \| \| 25. Juni 2010 um 20:30 Uhr in Bloemfontein (Free-State-Stadion) \| \| Zuschauer: 28.042 \| \| Schiedsrichter: Héctor Baldassi ( Argentinien) \| \| Spielbericht \| | Honduras | Aufstellung Schweiz gegen Honduras |
| Schweiz                                                         | Diego Benaglio – Stephan Lichtsteiner, Steve von Bergen, Stéphane Grichting, Reto Ziegler – Benjamin Huggel (78. Xherdan Shaqiri), Gökhan Inler , Tranquillo Barnetta, Gelson Fernandes (46. Hakan Yakin) – Eren Derdiyok, Blaise Nkufo (69. Alexander Frei) Cheftrainer: Ottmar Hitzfeld ( Deutschland) | Noel Valladares – Mauricio Sabillón, Osman Chávez, Víctor Bernárdez, Maynor Figueroa – Wilson Palacios, Hendry Thomas – Edgar Álvarez, Ramón Núñez (67. Walter Martínez), – Jerry Palacios (78. Georgie Welcome), David Suazo (87. Danilo Turcios) Cheftrainer: Reinaldo Rueda ( Kolumbien) | Honduras | Aufstellung Schweiz gegen Honduras |
| Schweiz                                                         | Fernandes | Thomas, Suazo, Chávez, Palacios | Honduras | Aufstellung Schweiz gegen Honduras |
| Schweiz                                                         | Spieler des Spiels: Noel Valladares (Honduras) | | Honduras | Aufstellung Schweiz gegen Honduras |
| 3. Spieltag                                                     | | |          |                                    |
| 25. Juni 2010 um 20:30 Uhr in Bloemfontein (Free-State-Stadion) | | |          |                                    |
| Zuschauer: 28.042                                               | | |          |                                    |
| Schiedsrichter: Héctor Baldassi ( Argentinien)                  | | |          |                                    |
| Spielbericht                                                    | | |          |                                    |

## Chile – Spanien 1:2 (0:2)
| Chile                                                            | Chile | Spanien | Spanien | Aufstellung                     |
| ---------------------------------------------------------------- | --- | --- | ------- | ------------------------------- |
| Chile                                                            | \| 3. Spieltag \| \| 25. Juni 2010 um 20:30 Uhr in Pretoria (Loftus-Versfeld-Stadion) \| \| Zuschauer: 41.958 \| \| Schiedsrichter: Marco Antonio Rodríguez ( Mexiko) \| \| Spielbericht \|                                                                                       | \| 3. Spieltag \| \| 25. Juni 2010 um 20:30 Uhr in Pretoria (Loftus-Versfeld-Stadion) \| \| Zuschauer: 41.958 \| \| Schiedsrichter: Marco Antonio Rodríguez ( Mexiko) \| \| Spielbericht \|                                            | Spanien | Aufstellung Chile gegen Spanien |
| Chile                                                            | Claudio Bravo – Mauricio Isla, Gary Medel, Waldo Ponce, Gonzalo Jara – Marco Estrada, Arturo Vidal – Mark González (46. Rodrigo Millar) – Jorge Valdivia (46. Esteban Paredes) – Alexis Sánchez (65. Fabián Orellana), Jean Beausejour Cheftrainer: Marcelo Bielsa ( Argentinien) | Iker Casillas – Sergio Ramos, Gerard Piqué, Carles Puyol, Joan Capdevila – Sergio Busquets, Xabi Alonso (73. Javi Martínez) – Xavi – Andrés Iniesta, David Villa – Fernando Torres (55. Cesc Fàbregas) Cheftrainer: Vicente del Bosque | Spanien | Aufstellung Chile gegen Spanien |
| Chile                                                            | 1:2 Millar (47.) | 0:1 Villa (24.) 0:2 Iniesta (37.) | Spanien | Aufstellung Chile gegen Spanien |
| Chile                                                            | Medel, Ponce, Estrada | | Spanien | Aufstellung Chile gegen Spanien |
| Chile                                                            | Estrada (37.) | | Spanien | Aufstellung Chile gegen Spanien |
| Chile                                                            | Spieler des Spiels: Andrés Iniesta (Spanien) | | Spanien | Aufstellung Chile gegen Spanien |
| 3. Spieltag                                                      | | |         |                                 |
| 25. Juni 2010 um 20:30 Uhr in Pretoria (Loftus-Versfeld-Stadion) | | |         |                                 |
| Zuschauer: 41.958                                                | | |         |                                 |
| Schiedsrichter: Marco Antonio Rodríguez ( Mexiko)                | | |         |                                 |
| Spielbericht                                                     | | |         |                                 |